# Ми-58
Ми-58 е проект за граждански хеликоптер. Хеликоптерът е представен на авиошоуто в Париж през 1995 г. Оттогава няма нова онформация за разработката.

## История
След окончателното изпитание на всички агрегати и възли на бойния хеликоптер Ми-28Н през 1995 г. и началото на изпитанията на машината през следващата година, съветското ръководство рязко намалява финансирането на програмите по създаване на хеликоптери за граждански нужди. Поради тази причина КБ Мил взема решение да създаде нов модел граждански хеликоптер, като използва макисмално готовите и функциониращи агрегати и възли от бойния Ми-28Н. На новата машина е дадено името Ми-58. Тя е създадена в съответствие с нормите за летателна годност в Русия и САЩ.

## Тактико-технически характеристики
Хеликоптерът е изпълнен по класическата едновинтова схема със заден рулеви винт. Носещият винт е петвитлов, а рулевия – четиривитлов с несиметрично разположени витла с цел намаляване вибрациите и шума.
В пътническата кабина могат да бъдат превозвани 20 пътници при напълно комфортни условия.
Шасито е триопорно, колесно с три двойни колела, прибиращи се по време на полет.
Двигателите, силовата система и радионавигационното оборудване са идентични с тези на Ми-28Н.